# Leyla Espinoza
Leyla Shuken Espinoza Calvache (Quevedo, Los Ríos, 15 de mayo de 1996) es una modelo y reina de belleza ecuatoriana. Representó  a Ecuador en Miss Universo 2020.

## Biografía
Nació el 15 de mayo de 1996 en la ciudad de Quevedo, Ecuador. Es estudiante de licenciatura en Negocios Internacionales en la Universidad de las Américas en Ecuador.

## Concursos de belleza

### Miss Ecuador 2020
Espinoza, comienza su carrera de certámenes de belleza siendo candidata oficial a Miss Ecuador 2020, el 17 de enero. La noche del sábado 17 de octubre se llevó a cabo la final del concurso en la ciudad de Manta, Ecuador. Durante la noche final, ganó el premio de Miss Puntualidad 2020. Al final del evento, a pesar de no figurar entre las favoritas; Espinoza resultó ganadora superando a otras 19 candidatas y fue coronada por su antecesora Cristina Hidalgo como la nueva Miss Ecuador 2020.

### Miss Universo  2020
Representó a Ecuador en Miss Universo 2020 (no clasificó) el 16 de mayo de 2021 en el Seminole Hard Rock Hotel & Casino de Hollywood, Florida, Estados Unidos.